# Torres del Paine (Chile)
Torres del Paine é uma comuna da Patagónia Chilena. Cerro Castillo é a capital desta comuna da província de Última Esperanza, na região de Magalhães e Antárctida Chilena.
A comuna limita-se: a norte e leste com a República da Argentina; e a sul e oeste com a comuna de Natales.
Cerro Castillo, situado a norte de Puerto Natales é ponto de passagem obrigatório para os visitantes do Parque Nacional Torres del Paine, o qual fica situado nesta comuna. É também passagem a passos de fronteira que dão acesso à Patagónia Argentina, e ao restante do território chileno, uma fez que não há estradas ligando a Região de Aisén e a Regão de Magalhães e Antártica.

## Toponímia
"Torres del Paine" provêm do nome das montanhas da Cordilheira Paine, que dão nome também ao parque: formado da palavra em mapuche "paine", cor celeste..